# Le Fourcy
Le Fourcy war das bekannteste Massenbordell von Paris, ein sogenanntes Maison d’abattage. Es war im Viertel Saint-Paul im 4. Arrondissement beheimatet und dafür berüchtigt, seine Frauen ganz besonders schlecht zu behandeln. Der Schriftsteller Albert Simonin beschreibt in seinem Buch Le Petit Simonin:
Das Fourcy im Viertel Sankt-Paul, das berühmteste der Pariser Schlachthäuser, verlangte 5,50 Francs pro Stich [...] "Fünf Francs pro Dame und Zimmer, rief die Puffmutter, als ob es um den Refrain eines Chansons handelte. "Wer hat zehn Sous, wer geht aufs Zimmer?" Bei den zehn Sous (fünfzig Centimes), die als Zuschlag zu den fünf Franc verlangt wurden, handelt es sich nicht um ein Trinkgeld, sondern um den Tarif für das Handtuch. Dieser Einheitspreis für die Liebe zog an arbeitsfreien Tagen so viel Kundschaft an, daß manche Damen, die nicht allzu übel aussahen, alles andere als arbeitsfrei waren und bis zu siebzig Durchgänge zu verkraften hatten.
Da die Zimmer im ersten Stock lagen, wurden die Prostituierten und Kunden dazu angehalten, beim Treppensteigen immer die rechte Seite zu benutzen, um möglichst wenig Zeit zu verlieren.
1947 erzählte der ehemalige Angestellte Emile G. einige Anekdoten aus dem Haus, unter anderem wie abgerechnet wurde:
Nachdem der letzte Freier gegangen war, fegte ich und spülte die Gläser. Der Patron rechnete mit den Mädchen ab. Er holte die mit 1 nummerierte Sparbüchse aus rosa Karton und rief: "Nummer 1!" (die Sparbüchsen waren durchnummeriert und hinter ihm in einem Regal aufgereiht). Das Mädchen mit der Nummer 1 riss sich von der Theke los und ging zum Chef. Monsieur Maurice öffnete die Sparbüchse, in die Madame bei jedem Stich des Mädchens fünf Franc gesteckt hatte und addierte. "Einhundertzwanzig Kröten..., vierundzwanzig Kunden. Nicht gerade brillant. Du wirst nicht lange hierbleiben, wenn Du nicht besser arbeitest." Von den einhundertzwanzig Francs zog er vierzig "fürs Essen" ab, teilte den Rest und gab ihr die Hälfte. "Und jetzt her mit den Trinkgeldern!" Im Fourcy galt die eiserne Regel, dass die Mädchen ihre bescheidenen Trinkgelder mit dem Patron teilen mussten. Marchel Maurice sagte jedes Mal: "Versuch nicht, mich zu betrügen. Meine Frau wird dich durchsuchen!" nachdem er mit Nummer 1 abgerechnet hatte, schrie er: "Nummer zwei!" Nach der Addition: "Zweihundertfünfundfünfzig Kröten, neunundvierzig Stiche, nicht schlecht, aber du könntest noch besser arbeiten." Dann war Nummer 3 an der Reihe, Nummer 4 und so weiter bis er endlich mit Nummer 18 abgerechnet hatte. Als die Lichter endlich gelöscht wurden, rannten die Mädchen nach Hause zu ihren Kerlen. Jeden Abend das gleiche Spiel.
1946 wurde Le Fourcy aufgrund des Bordellverbots (la loi Marthe Richard) geschlossen.

## Zahlen und Fakten
- Personal: 18 Frauen
- Preise: 5,50 Francs pro Gast (Zum Vergleich: Ein gutes Essen in einem gehobenen Restaurant kostete 5 Francs)
- Arbeitszeiten: 9 Uhr bis 2 Uhr
- Durchschnitt pro Frau: 35 Gäste Spitzenwert bis zu 70
- Durchschnittliche Zeit pro Gast: 7,5 Minuten
- Ausstattung des Bordells: Zimmer mit einem kleinen Bett, Tisch, Waschschüssel und Waschkrug,
- Service für die Frauen: Bettwäschewechsel einmal pro Monat

(Quelle unter)